# Bästa formen
Bästa formen är ett svenskt TV-program om form och design från SVT Malmö. Programmet hade premiär våren 2003 och visades till hösten 2007. Programledare var Staffan Bengtsson och Pernilla Månsson Colt.